# پولکادات (رمزارز)
پولکادات یک توکن (پیاده‌سازی شده با استفاده از شبکه‌های نامتمرکز) است که ناهمگن و چند زنجیره ای بودن تبادل و انتقال داده‌ها از ویژگی‌های کلیدی معماری این توکن می‌باشد. زنجیره بلوکی مخصوص این توکن توسعه دهندگان را قادر می‌سازد که شبکه را برای مصارف خود شخصی‌سازی کنند و نیز توکن جزئی از نسل چهارم زنجیره‌های بلوکی می‌باشد. یکی از مشکلات اساسی زنجیره‌های بلوکی این واقعیت است که آنها را نمی‌توان وادار به تعامل با یکدیگر یا سایر منابع اطلاعاتی بیرونی کرد ولی پلکادات این مشکل را بر طرف نموده‌است.
توکن پلکادات توسط یکی از بنیانگذاران اتریم آقای گاوین وود پیاده‌سازی شده‌است که در سال ۲۰۱۷ عرضه عمومی توکن را به اجرا درآورده است.

## تاریخچه
گوین وود و رابرت هابرمایر و پیتر چابان بیانگذاران توکن پولکادات هستند. گاوین وود قبلاً افسر ارشد فناوری است و از بنیانگذاران پروژه اتریم بوده‌است.
گوین وود در حالی که در حال توسعه اتریم و توسعه جدید اتریم 2.0 بود به همراه تیم خود شروع به تفکر دربارهٔ ایدهٔ انقلابی خود کردند. از مفهوم اولیه به یک white paper حدود ۴ ماه زمان برای به دست آوردن یک دید کلی از نحوه پیاده‌سازی یک شبکه چند زنجیره ای و ناهمگن زمان صرف شده‌است. بنیانگذرام white paper برای پولکادات  را در نوامبر ۱۴, ۲۰۱۶ ارائه نمودند.
فناوری‌هایی برای پولکادات تنظیم شده‌است برای کمک به حمایت از تمرکز زدایی از شبکهٔ موجود مورد نیاز است. پس از آن خلاقیت و نوآوری ای که به دنبال پولکادات ایجاد شد بستر مناسب برای شرکت‌ها و توسعه دهندگان به وجود آمد که با کمک این توکن و استانداردهای آن نیازهای خود از جمله ذخیره اطلاعات، پرداخت‌های مالی و قراردادهای هوشمند را در یک چارچوب کارآمد در دست داشته باشند. در حال حاضر پولکادات از آخرین تکنولوژی شبکه‌های غیر متمرکز که لبه‌های علم می‌باشد استفاده می‌کند.

### سرمایه‌گذاری جمعی (جمع‌آوری سرمایه یک پروژه توسط حامیان)
پولکادات اولین عرضه اولیه خود را در اکتبر ۲۷, ۲۰۱۷ انجام داد که در آن تعداد 485,331 ETH (اترارز از Ethereum blockchain) جمع‌آوری کرده‌اند.